# Aix sponsa

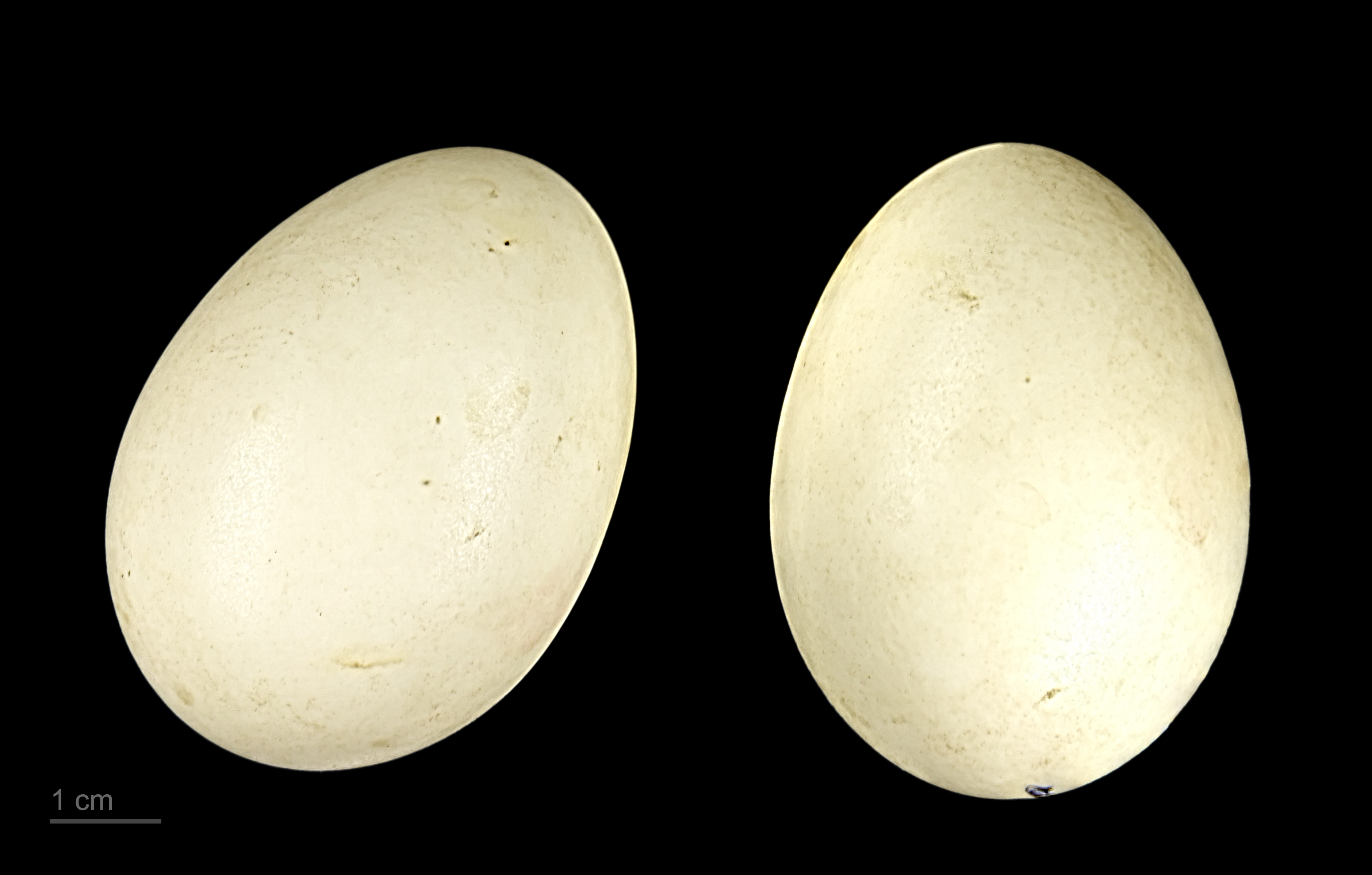
Aix sponsa - MHNT

El pato joyuyo (Aix sponsa), también conocido como pato de la Florida, pato huyuyo o pato de Carolina, es una especie de ave anseriforme de la familia Anatidae, una de las dos especies del género Aix.  

## Características
Mide en torno a tres cuartos de la talla de un ánade común, cerca de 50 cm, con una envergadura de 75 cm. Esta anátida presenta un marcado dimorfismo sexual: el macho posee vivos colores característicos en la cabeza, lo que hace que la especie sea a menudo utilizada en cautividad, el plumaje de la hembra es mucho más apagado.

## Hábitat y distribución
Se encuentra principalmente sobre las costas este y oeste de los Estados Unidos donde frecuenta lagos y pantanos. También se encuentran poblaciones de esta ave en Cuba y Puerto Rico. La especie ha sido introducida en diversos países de Europa pero no se aclimató como el pato mandarín.

## Historia natural
Esta especie necesita árboles para nidificar ya que ponen los huevos en una cavidad del árbol o un nido artificial. Su forma de anidamiento permitió al pato joyuyo ver a sus poblaciones desarrollarse en los Estados Unidos después de una caza abusiva a principios del siglo XX.
Las variedades rubias y blancas son consideradas como domésticas.